# Iberus gualtieranus
Iberus gualtieranus is een slakkensoort uit de familie  Helicidae. De wetenschappelijke naam is gepubliceerd in 1758 door Linnaeus in de tiende editie van Systema naturae.